# Colchester United Football Club
Il Colchester United Football Club, meglio noto come Colchester United, è una società calcistica inglese della città di Colchester. Milita in Football League Two, la quarta serie del calcio inglese.

## Storia
Nata nel 1937, fu ammessa alla Southern League ma dovette attendere l'ampliamento da 88 a 92 squadre della Football League nel 1950 per entrare nel calcio professionistico inglese.
Senza mai riuscire ad andare oltre la Third Division, la squadra fu retrocessa in Conference nel 1990, dopo 40 campionati consecutivi da membro della Football League.
Nel 1992 riuscì a tornare nella Football League vincendo il campionato di Conference e il FA Trophy. Nel 1998 è arrivata la promozione in Second Division (terza serie) e nel 2006 il secondo posto in Football League One che è valso la promozione nel Football League Championship, grazie ad una serie di 10 vittorie consecutive (20 in 22 gare). Tra i protagonisti di queste 2 promozioni vi è Gavin Johnson, autore di quasi 200 presenze tra campionati e coppe tra il 1999 ed il 2006.
I colori sociali sono il blu e il bianco, la maglia ha questi due colori in strisce verticali: il primo presidente della squadra era un tifoso dell'Huddersfield Town F.C..
Nel 1992 ha realizzato la cosiddetta "non-League" Double vincendo campionato di Conference e FA Trophy.
I migliori risultati sia in FA Cup sia in League Cup sono stati i quarti di finale raggiunti entrambi negli anni settanta (1971 nel primo caso, 1975 nel secondo). Nella stagione 1996-1997 il club ha inoltre raggiunto la finale di Football League Trophy, competizione nella quale è stato inoltre semifinalista nelle stagioni 2003-2004 e 2005-2006.

## Palmarès

### Competizioni nazionali
- National League: 1

1991-1992
- Southern Football League: 1

1938-1939
- FA Trophy: 1

1991-1992
- Watney Cup: 1

1971-1972
- Southern League Cup: 2

1937-1938, 1949-1950

### Altri piazzamenti
- Football League One:

Secondo posto: 2005-2006
- Third Division South:

Terzo posto: 1956-1957
- Campionato inglese di quarta divisione:

Secondo posto: 1961-1962
Terzo posto: 1973-1974, 1976-1977
Promozione: 1965-1966, 1997-1998
- National League:

Secondo posto: 1990-1991
- Southern Football League:

Secondo posto: 1949-1950

## Organico

### Rosa 2024-2025
Rosa aggiornata al 4 Dicembre 2024
| N. |                             | Ruolo | Calciatore      |
| -- | --------------------------- | ----- | --------------- |
| 1  | Inghilterra (bandiera)      | P     | Matt Macey      |
| 2  | Inghilterra (bandiera)      | D     | Will Greenidge  |
| 4  | Inghilterra (bandiera)      | D     | Luke Chambers   |
| 5  | Nuova Zelanda (bandiera)    | D     | Tommy Smith     |
| 6  | Irlanda del Nord (bandiera) | D     | Tom Flanagan    |
| 8  | Inghilterra (bandiera)      | C     | Cole Skuse      |
| 9  | Inghilterra (bandiera)      | A     | Kwesi Appiah    |
| 10 | Irlanda (bandiera)          | A     | Alan Judge      |
| 11 | Inghilterra (bandiera)      | C     | Owura Edwards   |
| 12 | Inghilterra (bandiera)      | P     | Tom Smith       |
| 13 | Irlanda (bandiera)          | P     | Kieran O'Hara   |
| 14 | Inghilterra (bandiera)      | C     | Noah Chilvers   |
| 15 | Irlanda (bandiera)          | D     | Fiacre Kelleher |
| 16 | Inghilterra (bandiera)      | C     | Arthur Read     |
| 17 | Inghilterra (bandiera)      | C     | Ossama Ashley   |

| N. |                             | Ruolo | Calciatore              |
| -- | --------------------------- | ----- | ----------------------- |
| 19 | Inghilterra (bandiera)      | C     | Alex Newby              |
| 20 | Inghilterra (bandiera)      | A     | Matt Jay                |
| 21 | Inghilterra (bandiera)      | C     | Gene Kennedy            |
| 22 | Camerun (bandiera)          | D     | Junior Tchamadeu        |
| 23 | Inghilterra (bandiera)      | D     | Connor Wood             |
| 24 | Inghilterra (bandiera)      | A     | Jhon Akinde             |
| 25 | Inghilterra (bandiera)      | A     | Tom Hopper              |
| 25 | Irlanda del Nord (bandiera) | D     | Aaron Donnelly          |
| 28 | Galles (bandiera)           | C     | Emyr Huws               |
| 29 | Inghilterra (bandiera)      | D     | Connor Hall             |
| 30 | Inghilterra (bandiera)      | D     | Al-Amin Kazeem          |
| 33 | Inghilterra (bandiera)      | C     | Marley Marshall-Miranda |
| 34 | Inghilterra (bandiera)      | A     | Samson Tovide           |
| 45 | Inghilterra (bandiera)      | A     | Frank Nouble            |

### Rosa 2023-2024
Rosa aggiornata al 18 Marzo 2024
| N. |                          | Ruolo | Calciatore      |
| -- | ------------------------ | ----- | --------------- |
| 1  | Inghilterra (bandiera)   | P     | Sam Hornby      |
| 2  | Inghilterra (bandiera)   | D     | Will Greenidge  |
| 4  | Inghilterra (bandiera)   | D     | Luke Chambers   |
| 5  | Nuova Zelanda (bandiera) | D     | Tommy Smith     |
| 6  | Inghilterra (bandiera)   | C     | Tom Dallison    |
| 8  | Inghilterra (bandiera)   | C     | Cole Skuse      |
| 9  | Inghilterra (bandiera)   | A     | Kwesi Appiah    |
| 10 | Irlanda (bandiera)       | A     | Alan Judge      |
| 11 | Inghilterra (bandiera)   | C     | Owura Edwards   |
| 12 | Inghilterra (bandiera)   | P     | Tom Smith       |
| 13 | Irlanda (bandiera)       | P     | Kieran O'Hara   |
| 14 | Inghilterra (bandiera)   | C     | Noah Chilvers   |
| 15 | Irlanda (bandiera)       | D     | Fiacre Kelleher |
| 16 | Inghilterra (bandiera)   | C     | Arthur Read     |

| N. |                        | Ruolo | Calciatore              |
| -- | ---------------------- | ----- | ----------------------- |
| 17 | Inghilterra (bandiera) | C     | Ossama Ashley           |
| 19 | Inghilterra (bandiera) | C     | Alex Newby              |
| 20 | Inghilterra (bandiera) | A     | Matt Jay                |
| 21 | Inghilterra (bandiera) | C     | Gene Kennedy            |
| 22 | Camerun (bandiera)     | D     | Junior Tchamadeu        |
| 23 | Inghilterra (bandiera) | D     | Connor Wood             |
| 24 | Inghilterra (bandiera) | A     | Jhon Akinde             |
| 25 | Inghilterra (bandiera) | A     | Tom Hopper              |
| 28 | Galles (bandiera)      | C     | Emyr Huws               |
| 29 | Inghilterra (bandiera) | D     | Connor Hall             |
| 30 | Inghilterra (bandiera) | D     | Al-Amin Kazeem          |
| 33 | Inghilterra (bandiera) | C     | Marley Marshall-Miranda |
| 34 | Inghilterra (bandiera) | A     | Samson Tovide           |
| 45 | Inghilterra (bandiera) | A     | Frank Nouble            |

### Rosa 2022-2023
Rosa aggiornata al 10 Febbraio 2023
| N. |                          | Ruolo | Calciatore      |
| -- | ------------------------ | ----- | --------------- |
| 1  | Inghilterra (bandiera)   | P     | Sam Hornby      |
| 2  | Inghilterra (bandiera)   | D     | Will Greenidge  |
| 4  | Inghilterra (bandiera)   | D     | Luke Chambers   |
| 5  | Nuova Zelanda (bandiera) | D     | Tommy Smith     |
| 6  | Inghilterra (bandiera)   | C     | Tom Dallison    |
| 8  | Inghilterra (bandiera)   | C     | Cole Skuse      |
| 9  | Inghilterra (bandiera)   | A     | Kwesi Appiah    |
| 10 | Irlanda (bandiera)       | A     | Alan Judge      |
| 11 | Inghilterra (bandiera)   | A     | Freddie Sears   |
| 12 | Inghilterra (bandiera)   | P     | Tom Smith       |
| 13 | Irlanda (bandiera)       | P     | Kieran O'Hara   |
| 14 | Inghilterra (bandiera)   | C     | Noah Chilvers   |
| 15 | Irlanda (bandiera)       | D     | Fiacre Kelleher |
| 16 | Inghilterra (bandiera)   | C     | Arthur Read     |

| N. |                        | Ruolo | Calciatore              |
| -- | ---------------------- | ----- | ----------------------- |
| 17 | Inghilterra (bandiera) | C     | Ossama Ashley           |
| 19 | Inghilterra (bandiera) | C     | Alex Newby              |
| 20 | Inghilterra (bandiera) | A     | Matt Jay                |
| 21 | Inghilterra (bandiera) | C     | Gene Kennedy            |
| 22 | Camerun (bandiera)     | D     | Junior Tchamadeu        |
| 23 | Inghilterra (bandiera) | D     | Connor Wood             |
| 24 | Inghilterra (bandiera) | A     | Jhon Akinde             |
| 25 | Inghilterra (bandiera) | A     | Tom Hopper              |
| 28 | Galles (bandiera)      | C     | Emyr Huws               |
| 29 | Inghilterra (bandiera) | D     | Connor Hall             |
| 30 | Inghilterra (bandiera) | D     | Al-Amin Kazeem          |
| 33 | Inghilterra (bandiera) | C     | Marley Marshall-Miranda |
| 34 | Inghilterra (bandiera) | A     | Samson Tovide           |
| 45 | Inghilterra (bandiera) | A     | Frank Nouble            |

### Rosa 2021-2022
Rosa aggiornata al 22 Giugno 2022
| N. |                          | Ruolo | Calciatore        |
| -- | ------------------------ | ----- | ----------------- |
| 1  | Inghilterra (bandiera)   | P     | Dean Gerken       |
| 2  | Inghilterra (bandiera)   | D     | Miles Welch-Hayes |
| 3  | Inghilterra (bandiera)   | D     | Ryan Clampin      |
| 4  | Inghilterra (bandiera)   | D     | Luke Chambers     |
| 5  | Nuova Zelanda (bandiera) | D     | Tommy Smith       |
| 6  | Inghilterra (bandiera)   | C     | Brendan Wiredu    |
| 7  | Inghilterra (bandiera)   | C     | Luke Hannant      |
| 8  | Inghilterra (bandiera)   | C     | Cole Skuse        |
| 9  | Inghilterra (bandiera)   | A     | Frank Nouble      |
| 10 | Irlanda (bandiera)       | A     | Alan Judge        |
| 11 | Inghilterra (bandiera)   | A     | Freddie Sears     |

| N. |                        | Ruolo | Calciatore       |
| -- | ---------------------- | ----- | ---------------- |
| 14 | Inghilterra (bandiera) | C     | Noah Chilvers    |
| 15 | Inghilterra (bandiera) | D     | Tom Dallison     |
| 18 | Inghilterra (bandiera) | D     | Tom Eastman      |
| 21 | Inghilterra (bandiera) | C     | Gene Kennedy     |
| 22 | Camerun (bandiera)     | D     | Junior Tchamadeu |
| 24 | Inghilterra (bandiera) | A     | Jhon Akinde      |
| 27 | Galles (bandiera)      | D     | Cameron Cox      |
| 28 | Galles (bandiera)      | C     | Emyr Huws        |
| 29 | Inghilterra (bandiera) | P     | Shamal George    |

### Rosa 2020-2021
Rosa aggiornata all'8 dicembre 2020
| N. |                          | Ruolo | Calciatore        |
| -- | ------------------------ | ----- | ----------------- |
| 1  | Inghilterra (bandiera)   | P     | Dean Gerken       |
| 2  | Inghilterra (bandiera)   | D     | Miles Welch-Hayes |
| 3  | Inghilterra (bandiera)   | D     | Cohen Bramall     |
| 4  | Inghilterra (bandiera)   | D     | Luke Chambers     |
| 5  | Nuova Zelanda (bandiera) | D     | Tommy Smith       |
| 6  | Inghilterra (bandiera)   | D     | Omar Sowunmi      |
| 7  | Inghilterra (bandiera)   | C     | Courtney Senior   |
| 8  | Inghilterra (bandiera)   | C     | Harry Pell        |
| 9  | Inghilterra (bandiera)   | A     | Luke Norris       |
| 10 | Giamaica (bandiera)      | A     | Jevani Brown      |
| 11 | Guyana (bandiera)        | C     | Callum Harriott   |
| 12 | Inghilterra (bandiera)   | D     | Paris Cowan-Hall  |

| N. |                        | Ruolo | Calciatore      |
| -- | ---------------------- | ----- | --------------- |
| 14 | Inghilterra (bandiera) | C     | Noah Chilvers   |
| 16 | Inghilterra (bandiera) | C     | Diaz Wright     |
| 17 | Inghilterra (bandiera) | D     | Miquel Scarlett |
| 18 | Inghilterra (bandiera) | D     | Tom Eastman     |
| 19 | Inghilterra (bandiera) | D     | Ollie Kensdale  |
| 21 | Inghilterra (bandiera) | D     | Ryan Clampin    |
| 23 | Ghana (bandiera)       | C     | Kwame Poku      |
| 24 | Inghilterra (bandiera) | C     | Ben Stevenson   |
| 26 | Malta (bandiera)       | C     | Luke Gambin     |
| 29 | Inghilterra (bandiera) | P     | Shamal George   |
| 37 | Inghilterra (bandiera) | C     | Joshua Bohui    |
| 39 | Inghilterra (bandiera) | A     | Michael Folivi  |

### Rosa 2019-2020
Rosa aggiornata al 5 settembre 2019
| N. |                        | Ruolo | Calciatore        |
| -- | ---------------------- | ----- | ----------------- |
| 1  | Inghilterra (bandiera) | P     | Dillon Barnes     |
| 2  | Inghilterra (bandiera) | D     | Ryan Jackson      |
| 4  | Inghilterra (bandiera) | C     | Tom Lapslie       |
| 5  | Inghilterra (bandiera) | D     | Luke Prosser      |
| 6  | Inghilterra (bandiera) | D     | Frankie Kent      |
| 7  | Inghilterra (bandiera) | C     | Courtney Senior   |
| 8  | Inghilterra (bandiera) | C     | Harry Pell        |
| 9  | Inghilterra (bandiera) | A     | Luke Norris       |
| 10 | Inghilterra (bandiera) | C     | Samuel Szmodics   |
| 11 | Inghilterra (bandiera) | C     | Brennan Dickenson |
| 12 | Inghilterra (bandiera) | D     | Aaron Barnes      |
| 14 | Montserrat (bandiera)  | C     | Brandon Comley    |

| N. |                        | Ruolo | Calciatore         |
| -- | ---------------------- | ----- | ------------------ |
| 16 | Inghilterra (bandiera) | C     | Diaz Wright        |
| 18 | Inghilterra (bandiera) | D     | Tom Eastman        |
| 19 | Scozia (bandiera)      | A     | Mikael Mandron     |
| 22 | Inghilterra (bandiera) | D     | Kane Vincent-Young |
| 23 | Inghilterra (bandiera) | D     | Ryan Gondoh        |
| 25 | Irlanda (bandiera)     | P     | Rene Gilmartin     |
| 26 | Irlanda (bandiera)     | D     | Paul Rooney        |
| 29 | Inghilterra (bandiera) | P     | Ethan Ross         |
| 32 | Inghilterra (bandiera) | P     | Bailey Vose        |
| 39 | Galles (bandiera)      | C     | Aaron Collins      |
| 45 | Inghilterra (bandiera) | A     | Frank Nouble       |

### Rosa 2017-2018
Rosa aggiornata al 28 febbraio 2018
| N. |                        | Ruolo | Calciatore        |
| -- | ---------------------- | ----- | ----------------- |
| 1  | Inghilterra (bandiera) | P     | Sam Walker        |
| 2  | Inghilterra (bandiera) | D     | Ryan Jackson      |
| 4  | Inghilterra (bandiera) | C     | Tom Lapslie       |
| 5  | Inghilterra (bandiera) | D     | Luke Prosser      |
| 6  | Inghilterra (bandiera) | D     | Frankie Kent      |
| 7  | Inghilterra (bandiera) | C     | Drey Wright       |
| 8  | Inghilterra (bandiera) | C     | Doug Loft         |
| 10 | Inghilterra (bandiera) | C     | Samuel Szmodics   |
| 11 | Inghilterra (bandiera) | C     | Brennan Dickenson |
| 12 | Inghilterra (bandiera) | D     | Cole Kpekawa      |
| 14 | Montserrat (bandiera)  | C     | Brandon Comley    |
| 15 | Irlanda (bandiera)     | C     | Olamide Shodipo   |

| N. |                        | Ruolo | Calciatore          |
| -- | ---------------------- | ----- | ------------------- |
| 16 | Irlanda (bandiera)     | C     | Sean Murray         |
| 17 | Inghilterra (bandiera) | C     | Ben Stevenson       |
| 18 | Inghilterra (bandiera) | D     | Tom Eastman         |
| 19 | Scozia (bandiera)      | A     | Mikael Mandron      |
| 20 | Inghilterra (bandiera) | C     | Courtney Senior     |
| 21 | Inghilterra (bandiera) | A     | Liam Mandeville     |
| 22 | Inghilterra (bandiera) | D     | Kane Vincent-Young  |
| 26 | Inghilterra (bandiera) | D     | Ryan Inniss         |
| 27 | Inghilterra (bandiera) | A     | Junior Ogedi-Uzokwe |
| 28 | Inghilterra (bandiera) | A     | Kurtis Guthrie      |
| 29 | Irlanda (bandiera)     | P     | Rene Gilmartin      |
|    | Inghilterra (bandiera) | P     | Dillon Barnes       |

### Rosa 2016-2017
Rosa aggiornata al 20 febbraio 2017
| N. |                        | Ruolo | Calciatore         |
| -- | ---------------------- | ----- | ------------------ |
| 1  | Inghilterra (bandiera) | P     | Sam Walker         |
| 2  | Inghilterra (bandiera) | D     | Richard Brindley   |
| 3  | Guyana (bandiera)      | D     | Matthew Briggs     |
| 4  | Inghilterra (bandiera) | C     | Tom Lapslie        |
| 5  | Inghilterra (bandiera) | D     | Luke Prosser       |
| 6  | Inghilterra (bandiera) | D     | Frankie Kent       |
| 7  | Inghilterra (bandiera) | A     | Drey Wright        |
| 8  | Inghilterra (bandiera) | C     | Doug Loft          |
| 9  | Inghilterra (bandiera) | A     | Chris Porter       |
| 10 | Inghilterra (bandiera) | C     | Samuel Szmodics    |
| 11 | Inghilterra (bandiera) | C     | Brennan Dickenson  |
| 12 | Inghilterra (bandiera) | D     | Kane Vincent-Young |
| 14 | Inghilterra (bandiera) | C     | Alex Wynter        |
| 15 | Camerun (bandiera)     | D     | George Elokobi     |

| N. |                        | Ruolo | Calciatore       |
| -- | ---------------------- | ----- | ---------------- |
| 17 | Scozia (bandiera)      | A     | Denny Johnstone  |
| 18 | Inghilterra (bandiera) | D     | Tom Eastman      |
| 19 | Inghilterra (bandiera) | A     | Macauley Bonne   |
| 22 | Irlanda (bandiera)     | C     | Owen Garvan      |
| 23 | Irlanda (bandiera)     | C     | Sean Murray      |
| 24 | Scozia (bandiera)      | C     | Craig Slater     |
| 25 | Inghilterra (bandiera) | P     | Dillon Barnes    |
| 27 | Inghilterra (bandiera) | A     | Rekeil Pyke      |
| 28 | Inghilterra (bandiera) | A     | Kurtis Guthrie   |
| 29 | Inghilterra (bandiera) | P     | Dean Brill       |
| 30 | Giamaica (bandiera)    | D     | Lloyd Doyley     |
| 31 | Inghilterra (bandiera) | C     | Tarique Fosu     |
| 32 | Galles (bandiera)      | C     | Tommy O'Sullivan |
| 33 | Inghilterra (bandiera) | D     | Lewis Kinsella   |

### Rosa 2015-2016
Rosa aggiornata al 20 gennaio 2016
| N. |                        | Ruolo | Calciatore      |
| -- | ---------------------- | ----- | --------------- |
| 1  | Inghilterra (bandiera) | P     | Sam Walker      |
| 2  | Irlanda (bandiera)     | C     | Owen Garvan     |
| 3  | Inghilterra (bandiera) | D     | Matthew Briggs  |
| 4  | Inghilterra (bandiera) | D     | Joe Edwards     |
| 5  | Inghilterra (bandiera) | D     | Alex Wynter     |
| 6  | Camerun (bandiera)     | D     | George Elokobi  |
| 7  | Inghilterra (bandiera) | A     | Drey Wright     |
| 8  | Inghilterra (bandiera) | C     | Alex Gilbey     |
| 9  | Inghilterra (bandiera) | A     | Chris Porter    |
| 10 | Inghilterra (bandiera) | C     | George Moncur   |
| 11 | Inghilterra (bandiera) | A     | Gavin Massey    |
| 14 | Inghilterra (bandiera) | C     | Tosin Olufemi   |
| 15 | Inghilterra (bandiera) | D     | Frankie Kent    |
| 17 | Inghilterra (bandiera) | C     | Samuel Szmodics |

| N. |                             | Ruolo | Calciatore         |
| -- | --------------------------- | ----- | ------------------ |
| 18 | Inghilterra (bandiera)      | D     | Tom Eastman        |
| 19 | Inghilterra (bandiera)      | A     | Macauley Bonne     |
| 20 | Inghilterra (bandiera)      | C     | Tom Lapslie        |
| 21 | Inghilterra (bandiera)      | C     | Dion Sembie-Ferri  |
| 22 | Inghilterra (bandiera)      | D     | Kane Vincent-Young |
| 24 | Inghilterra (bandiera)      | D     | Richard Brindley   |
| 25 | Inghilterra (bandiera)      | P     | Dillon Barnes      |
| 26 | Irlanda del Nord (bandiera) | D     | Jamie Harney       |
| 28 | Inghilterra (bandiera)      | C     | Darren Ambrose     |
| 31 | Inghilterra (bandiera)      | D     | Nicky Shorey       |
| 33 | Inghilterra (bandiera)      | P     | Elliot Parish      |
| 38 | Inghilterra (bandiera)      | C     | Kieran Bailey      |
| 45 | Inghilterra (bandiera)      | A     | Marvin Sordell     |

### Rosa 2014-2015
Rosa aggiornata al 23 gennaio 2015
| N. |                        | Ruolo | Calciatore       |
| -- | ---------------------- | ----- | ---------------- |
| 1  | Inghilterra (bandiera) | P     | Sam Walker       |
| 3  | Inghilterra (bandiera) | D     | Ben Gordon       |
| 4  | Inghilterra (bandiera) | D     | Magnus Okuonghae |
| 6  | Inghilterra (bandiera) | D     | Craig Eastmond   |
| 7  | Inghilterra (bandiera) | A     | Sanchez Watt     |
| 8  | Inghilterra (bandiera) | C     | Alex Gilbey      |
| 12 | Inghilterra (bandiera) | P     | Chris Lewington  |
| 13 | Lettonia (bandiera)    | D     | Kaspars Gorkšs   |
| 14 | Inghilterra (bandiera) | C     | Tosin Olufemi    |
| 16 | Inghilterra (bandiera) | C     | Byron Lawrence   |
| 17 | Inghilterra (bandiera) | C     | Drey Wright      |
| 18 | Inghilterra (bandiera) | D     | Tom Eastman      |
| 19 | Galles (bandiera)      | A     | Rhys Healey      |
| 20 | Inghilterra (bandiera) | D     | Sean Clohessy    |

| N. |                             | Ruolo | Calciatore      |
| -- | --------------------------- | ----- | --------------- |
| 21 | Inghilterra (bandiera)      | A     | Gavin Massey    |
| 24 | Inghilterra (bandiera)      | C     | George Moncur   |
| 26 | Inghilterra (bandiera)      | D     | Frankie Kent    |
| 27 | Inghilterra (bandiera)      | A     | Macauley Bonne  |
| 28 | Inghilterra (bandiera)      | C     | Samuel Szmodics |
| 38 | Inghilterra (bandiera)      | C     | David Fox       |
| 40 | Irlanda del Nord (bandiera) | D     | Jamie Harney    |
| 42 | Inghilterra (bandiera)      | D     | Cole Kpekawa    |
|    | Inghilterra (bandiera)      | D     | Alex Wynter     |
|    | Inghilterra (bandiera)      | A     | Dan Holman      |
|    | Inghilterra (bandiera)      | A     | Chris Porter    |
|    | Inghilterra (bandiera)      | D     | Matthew Briggs  |
|    | Irlanda (bandiera)          | C     | Owen Garvan     |